# Octavio Méndez Pereira
Octavio Méndez Pereira (ur. 30 sierpnia 1887 w Aguadulce, zm. 14 sierpnia 1954 w mieście Panama) – panamski pisarz, polityk, dyplomata i historyk.

## Życiorys
Urodził się w Aguadulce w prowincji Coclé. Kształcił się w Instituto Pedagógico de Chile. Dyplomata, był ministrem pełnomocnym we Francji, Wielkiej Brytanii i Chile, reprezentował również Panamę na pierwszej sesji zwyczajnej Zgromadzenia Ogólnego Organizacji Narodów Zjednoczonych. Zaangażowany w kształtowanie panamskiej polityki edukacyjnej, kierował Panamską Akademią Historyczną, znalazł się wśród członków założycieli krajowej akademii języka hiszpańskiego, był ministrem edukacji (1923-1927). Pamiętany za swój wkład w utworzenie Universidad de Panamá, przez wiele lat (od 1935 do 1940 oraz od 1942 aż do śmierci) kierował tą placówką jako jej pierwszy rektor. Stał za ustanowieniem panamskiego Dnia Książki oraz Dnia Nauczyciela.
Opublikował szereg książek, w tym powieści Vasco Núñez de Balboa o El Tesoro del Dabaibe (1934) i Tierra Firme (1940) oraz liczne opracowania naukowe i eseje, choćby Justo Arosemena (1919), Los zapadores del canal (1922), Historia de Ibero-América (1936) Responsabilidad de la cultura superior (1944), Panamá, país y nación de tránsito (1946), Misión de la Universidad y la Cultura (1953) czy La universidad y la crisis actual del espíritu (1954).
Zmarł w stołecznej Panamie. Jego imię nosi jeden z panamskich konkursów literackich.